# سیارک ۱۹۷۸۹
سیارک ۱۹۷۸۹ (به انگلیسی: 19789 Susanjohnson، نامگذاری:2000QP149) نوزده هزار و هفتصد و هشتاد و نهمین سیارک کشف شده‌است که در ۲۴ اوت ۲۰۰۰ کشف شد.
قدر مطلق سیارک برابر ۱۹.۵ است.